# Лещук, Вадим Вячеславович
Вадим Вячеславович Лещук (укр. Вадим В'ячеславович Лещук; род. 8 октября 1986, Одесса) — украинский футболист, выступающий на позиции защитника. Его отец, Вячеслав Михайлович, является известным профессиональным футболистом,а ныне тренером.

## Клубная карьера
Воспитанник СДЮСШОР «Черноморец» (Одесса), цвета которого защищал в молодежном чемпионате Украины (ДЮФЛУ). Первый тренер — А. А. Козлов. В 2003 году начал взрослую футбольную карьеру во второй команде «Черноморца». Дебютировал в составе второй команды «моряков» 8 ноября 2011 в проигранном (1:2) выездном поединке 15-го тура группы Б второй лиги против комсомольского «Горняка-Спорт». Лещук вышел на поле на 79-й минуте, заменив Алексея Амбраникова. После этого выступал за дублирующий состав одесситов. В составе «Черноморца-2» сыграл 4 поединка. В начале 2007 года перешел в фарм-клуб «Черноморца», овидиопольский «Днестр». Дебютировал 10 апреля 2007 в победном (5:0) домашнем поединке 19-го тура группы А второй лиги против «Интера» из Боярки. Лещук вышел на поле на 19-й минуте, заменив Вячеслава Терещенко (автора 2-х забитых мячей), а на 27-й минуте и сам отметился голом (дебютным на профессиональном уровне). В футболке «Днестра» в чемпионате Украины сыграл 89 матчей и отметился 3 голами, ещё 6 матчей сыграл в Кубке Украины. Во время зимнего перерыва в сезоне 2010/11 годов уехал в Молдавию, где стал игроком «Искры-Стали». В июле 2012 года усилил состав клуба «Сумы». Дебютировал в составе сумчан 13 июля 2002 года в ничейном (0:0) домашнем поединке 1-го тура первой лиги против киевской «Оболони». В чемпионате Украины сыграл 43 матча, ещё 2 поединка сыграл в Кубке Украины. В начале июля 2014 покинул команду. После этого Вадимом интересовался его бывший клуб «Искра-Сталь».

## Достижения
- Обладатель Кубка Молдавии: 2010/11
- Финалист Суперкубка Молдавии: 2011